# Grupo LANCE!
O Grupo LANCE! é um grupo de mídia esportiva do Brasil, fundado em 1997 por Walter de Mattos Jr. 

## Principais negócios do grupo
- LANCE!TV
- LANCE!Press - agência de conteúdo esportivo. Considerada a maior do país em notícias e fotos esportivas.[1]
- LANCE!Publicações - Em 2013, o grupo entrou no mercado de e-books com a publicação do livro "Na Grande Área", de Armando Nogueira.[2]

## Negócios extintos ou vendidos
- Jornal "Mais" - voltado para notícias populares e que circula nas capitais do Rio de Janeiro e de São Paulo. Encerrou suas atividades em 2013.[3]
- Diário esportivo LANCE!: foi o primeiro jornal brasileiro totalmente impresso em cores e com cobertura esportiva nacional[4]. Foi extinto em 2020.
- Portal LANCE!Net / Portal LANCE!Mobile: site com conteúdo esportivo, vendido em 2 de setembro de 2021.[5]